# Beër Sjeva
Beër Sjeva (Bijbels) Hebreeuws: Bè'eer Sjeva 'put [van de] eed' בְּאֵר שֶׁבַעⓘ) - (Arabisch Bir el-Saba: 'put van de eed' بِئْرْ اَلْسَبْعْⓘ), is de hoofdstad van het Israëlische district Zuid. In 2016 had de plaats 205.800 inwoners en was daarmee toen de zevende stad van Israël.

## Geografie
Beër Sjeva is gesitueerd in het noordelijke gedeelte van de Negevwoestijn, waarin het de belangrijkste stad is, en ligt ten noordwesten van Dimona. Het is een vervoersknooppunt, met name voor noord-zuidverkeer. Er is een treinstation dat de stad verbindt met andere plaatsen in Israël, zoals Tel Aviv en Haifa. Ook is er een busstation voor regionaal en landelijk verkeer.
De stad is, sinds de verovering ervan door Israël in 1948, uitgebreid met diverse satellietsteden, zoals Omer (1974), Lehavim (1983) en Meitar (1984).
De Ben-Gurion-universiteit is in 1969 in deze stad opgericht. Verder bevinden zich hier het Soroka Medisch Centrum (1955) en een onderzoeksinstituut voor droge gebieden.

## Geschiedenis
Bij Beër Sjeva zijn chalcolitische nederzettingen gevonden die door de onderzoekers gedateerd zijn op het 4e millennium v.Chr. In de Hebreeuwse Bijbel wordt Beerseba (Be'er-sjawa, "put van zeven" of "put van de eed") genoemd in Genesis 21:31. Overblijfselen van deze plek bevinden zich waarschijnlijk in Tel Beër Sjeva, dat niet ver ten oosten van het huidige Beër Sjeva ligt. Deze tell, die vrijwel geheel is opgegraven, is in 2005 door UNESCO als werelderfgoed erkend.
De plek was lange tijd zonder enige betekenis en lag in het zuiden van Kanaän, het latere Palestina dat door de eeuwen heen veel machtige overheersers heeft gekend: het Oude Egypte, het Assyrische Rijk, het Perzische Rijk, de Grieken (Alexander de Grote), het Romeinse Rijk, het Byzantijnse Rijk en het Ottomaanse Rijk.
Pas rond 1900, tijdens het Ottomaanse Rijk, bouwden de Ottomanen/Turken er een stad als bestuurlijk centrum van voor de steden en nederzettingen van de Negev. In 1902 telde Beër Sjeva 300 inwoners.

### Onder Brits mandaat
In 1914, nog voor de Eerste Wereldoorlog, legden de Turken met hulp van Duitse ingenieurs een militaire spoorlijn aan tussen Bir el-Saba en de Hidjazspoorweg. Het station van Bir el-Saba werd op 30 oktober 1915 geopend. Tijdens de Sinaï-Palestinacampagne aan het Midden-Oostenfront werd Bir el-Saba in oktober 1917 door Australische troepen van de ANZAC Mounted Division veroverd op de Turken. De spoorlijn werd buiten gebruik gesteld. Na de Eerste Wereldoorlog bouwden de Britten er een klein ziekenhuis en in de plattelandsgebieden vijf tribale scholen voor jongens.
Beer-Sheba was de hoofdstad van de Qada (district) die de vijf grootste bedoeïenenclans omvatte, en bleef dat als zodanig onder het Britse Mandaatgebied Palestina (1922 tot 1948). Vertegenwoordigers van de bedoeïenen zaten in de gemeenteraad en de districtsraad vanwege hun kennis van het Arabisch en de bedoeïense levensstijl. Een van de belangrijkste sjeiks, Hajj Ali Sliman al-Atawna, werd als burgemeester benoemd en bleef dat tot zijn dood in 1922. 
Bij de volkstelling van 1922 had Beër Sjeva 2356 inwoners, van wie 2012 moslims, 235 christenen, 98 joden en 11 druzen. In 1931 woonden 2959 mensen, waarbij het aantal joden was gedaald naar 11. In 1944 werden er 5570 inwoners geteld, geen van allen joods. In het rurale gebied van het district Beër Sjeva nam het aantal woonachtige joden juist toe, van 6 in 1931, naar 150 in 1944.
De stad werd een juridische centrum voor het gerechtssysteem van het district en de tribale gerechtshoven, in het bijzonder onder Arif al-Aref (1929-1939). Hij richtte een internaat op exclusief voor bedoeïenen uit hogere kringen, om tribale leiders op te leiden die betrekkingen met regeringsfunctionarissen konden onderhouden. 

### Binnen de staat Israël

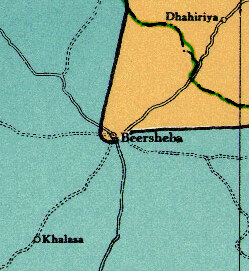
Beër Sjeva werd in 1947 in het VN-verdelingsplan toegekend aan een onafhankelijke Arabische staat (oranje).

Tegen het einde van het Britse mandaat werd in 1947 door de Verenigde Naties een verdelingsplan voor Palestina opgesteld, waarbij de Negev-woestijn en Beër Sjeva deel zouden uitmaken van een Joodse staat. Omdat Beër Sjeva op dat moment een overwegend Arabische bevolking had, werd Beër Sjeva toegewezen aan de te vormen Arabische staat en werd het verdelingsplan op dit punt aangepast. In november 1947 werd dit plan in resolutie 181 van de Algemene Vergadering van de Verenigde Naties aangenomen.
Tijdens de Arabisch-Israëlische Oorlog van 1948 had het Egyptische leger Beër Sjeva bezet. Beër Sjeva was strategisch gelegen en blokkeerde de toegang tot de Negevwoestijn die aan Israël was toegewezen. Israël bombardeerde de stad. Op 16 oktober 1948 werd Beër Sjeva tijdens Operatie Yoav door het Israëlisch defensieleger ingenomen, tegelijk met de buurdorpen Qubayba en Dawaymeh.
De Egyptische manschappen sloegen op de vlucht, 120 van hen werden krijgsgevangen genomen. Volgens een getuige, Habib Jarada, die in Gaza woont, zou de Arabische bevolking van Beër Sjeva "at gunpoint" verdreven zijn naar Hebron. Na de inname werden soldaten en inwoners van wie men vermoedde dat zij wapens hadden, opgepakt en werd er in het wilde weg op hen geschoten, waarbij slachtoffers zouden zijn gevallen. Veel Bedoeïenen vluchtten naar buurlanden of werden gedwongen gedeporteerd naar andere delen van de Negev en na 1967 ook naar plaatsen op de Westelijke Jordaanoever. Deze dorpen en gemeenschappen zijn nooit door Israël erkend.

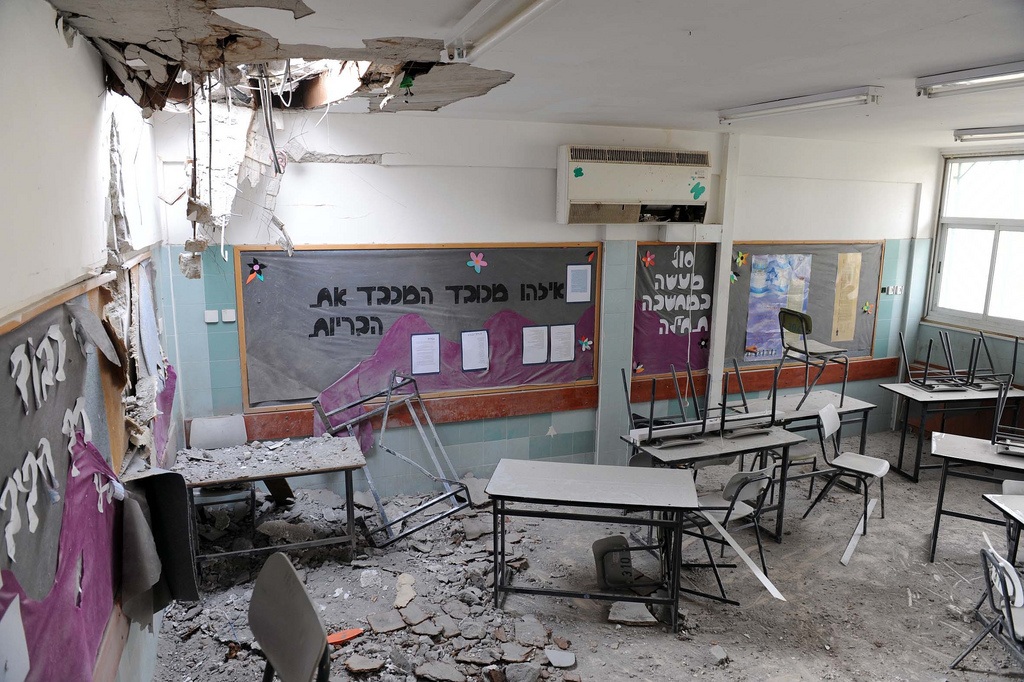
School in Beër Sjeva op 31 december 2008 getroffen bij een raketaanval.

Na de Israëlische onafhankelijkheid groeide Beër Sjeva snel. Beër Sjeva werd een ontwikkelingsstad en telde in 1961 al 43.516 inwoners. In 1969 werd de Ben-Gurion Universiteit van de Negev opgericht. Deze universiteit telt circa 20.000 studenten. De stad breidde zich met satellietsteden uit tot metropool, deels ten koste van de omliggende bedoeïenendorpjes. In 2011 nam de Israëlische ministerraad het Prawerplan aan, dat sinds januari 2013 door minister Benny Begin wordt uitgevoerd. Dit plan omvat de opheffing van de door Israël nooit-erkende bedoeïenendorpjes en gedwongen verplaatsing van de inwoners naar zeven nederzettingen, door Israël aangewezen als bedoeïenensteden.
Op 31 augustus 2004 werd Beër Sjeva getroffen door twee zelfmoordaanslagen, waarbij 18 mensen om het leven kwamen. De verantwoordelijkheid voor de aanslagen werd opgeëist door Hamas. In december 2008, tijdens het conflict in de Gazastrook 2008-2009, werd Beër Sjeva voor het eerst getroffen door raketten die uit de Gazastrook waren afgevuurd. Hierbij werden een reeds geëvacueerde kleuterschool en een andere school geraakt.

## Inwoners
In 2012 had Beër Sjeva 197.269 inwoners op een oppervlakte van 52,9 km² met een bevolkingsdichtheid van 3531. In 2016 telde Beër Sjeva 205.800 inwoners op een oppervlakte van 117,5 km².

## Bezienswaardigheden
- In Beër Sjeva vindt wekelijks een markt plaats van bedoeïenen die in de Negevwoestijn wonen.
- De "put van Abraham" ligt dicht bij de Nahal Beër Sjeva (de Beër Sjeva-rivier). Het is goed mogelijk dat deze put slechts honderden jaren oud is, en niet duizenden jaren zoals de naam suggereert.
- Het oude Beër Sjeva, Tel Beër Sjeva, dat hierboven wordt genoemd, is een nationaal park van Israël.
- In een oude Turkse moskee is de archeologische afdeling van het stedelijk museum gevestigd. De kunstafdeling is in het "Huis van de Sultan", het oude gemeentehuis van Beër Sjeva, dat ernaast ligt.
- In de kibboets Lahav, bij Tell Halif, enkele tientallen kilometers noordoostelijk van de stad, is een bedoeïenenmuseum.
- In de bedoeïenenstad Rahat ten noorden van Beër Sjeva is een bezoekerscentrum, dat onder meer wordt bezocht door schoolklassen uit de bedoeïenensteden, die onderwijs in de woestijntradities krijgen.
- In het oosten van de stad ligt het monument van Dani Karavan, op een heuvelrug (Katef Beër Sjeva - de schouder van Beër Sjeva).

## Sport
De voetbalclub van Beër Sjeva, Hapoel Beër Sjeva werd meermaals landskampioen van Israël.
De derde etappe van de wielerkoers Ronde van Italië startte op 6 mei 2018 in Beër Sjeva. De aankomstplaats van deze door Elia Viviani gewonnen etappe was Eilat.

## Geboren
- Guy Barnea (1987), zwemmer
- Zehava Ben (1968), zangeres
- Yossi Benayoun (1980), voetballer
- Eva Cleven (1986), Nederlands presentatrice
- Ofir Davidadza (1991), voetballer
- Ronit Elkabetz (1964-2016), actrice, filmregisseuse en scenarioschrijfster
- Silvan Shalom (1958), politicus
- Avi Wortzman (1970), politicus

## Partnersteden
- Lyon (Frankrijk)
- Cluj-Napoca (Roemenië)
- Adana (Turkije)
- Seattle (Verenigde Staten)

## Galerij

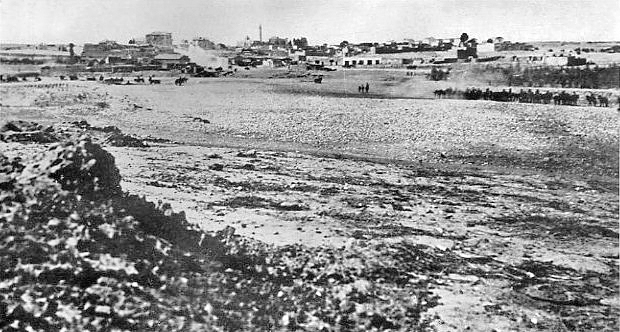
De stad Beersheba in Palestina, na de verovering in de Eerste Wereldoorlog op 31 oktober 1917 door de Australische lichte cavalerie
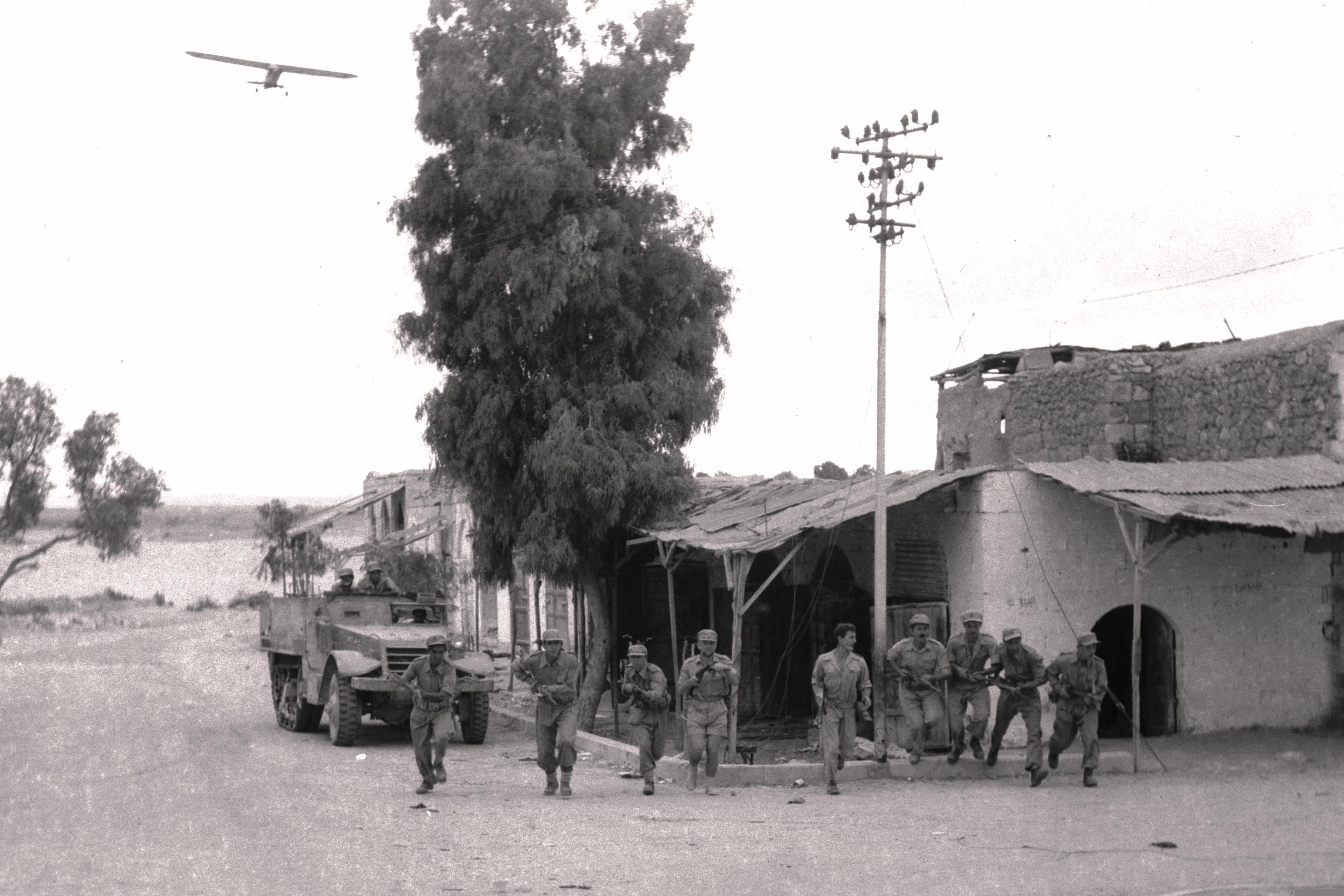
Israëlische troepen in Bir el-Saba/Beër Sjeba, 20 oktober 1948
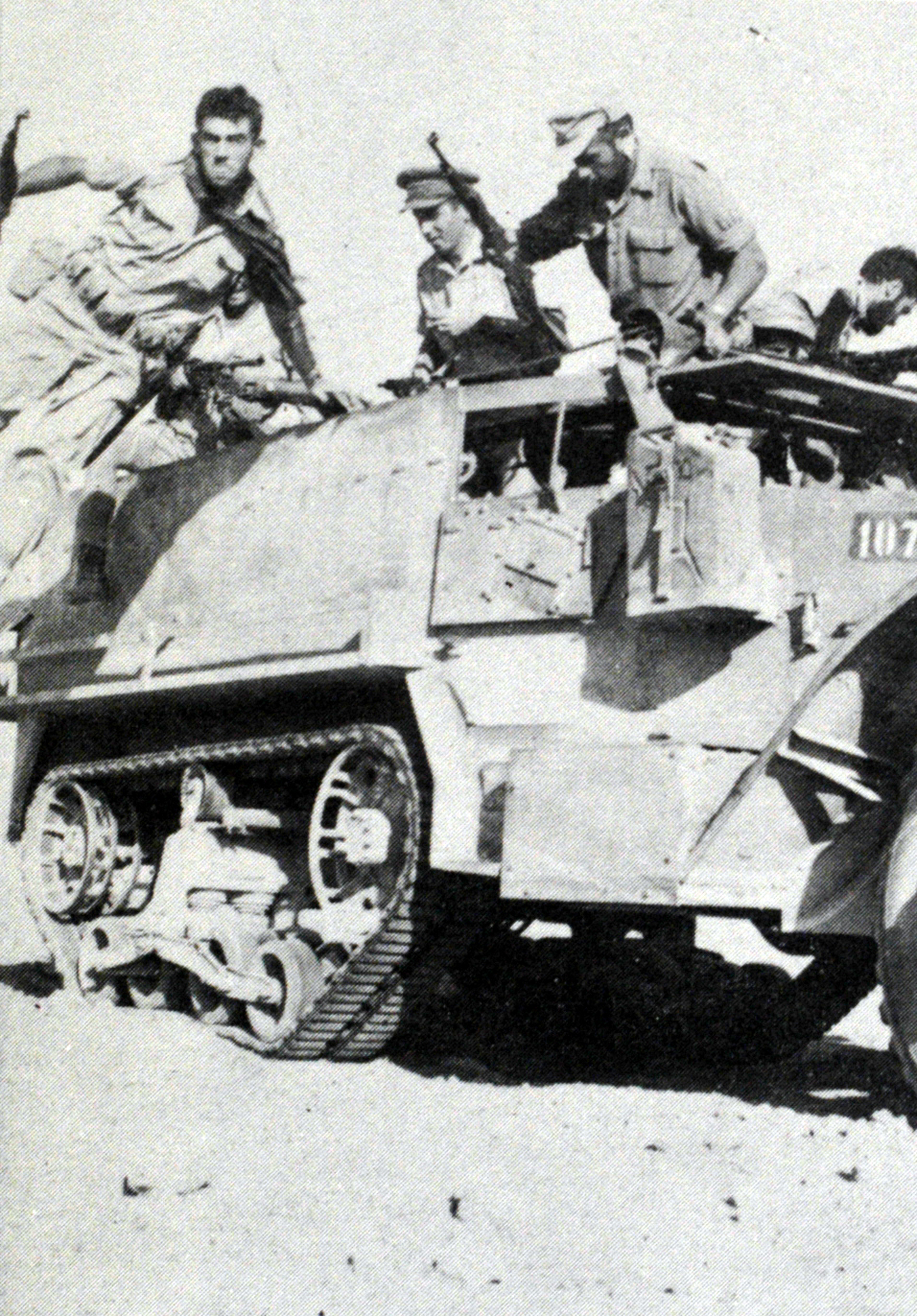
Infanterie-eenheden van Palmach in actie tijdens de strijd om Bir el-Saba/Beër Sjeba, 21 oktober 1948
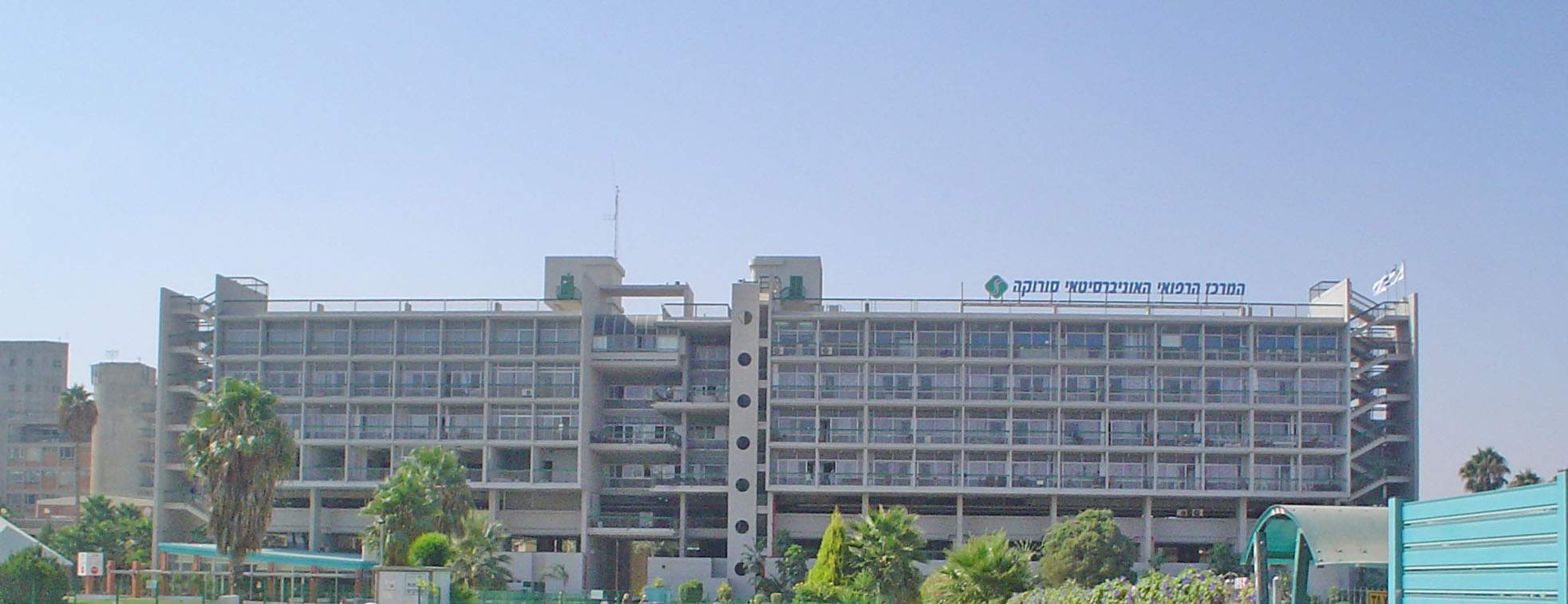
Soroka Medisch Centrum in Beër Sjeva (1955)
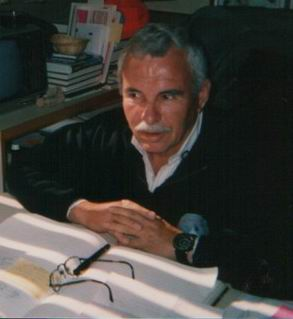
De vorige burgemeester, Yaacov Turner, van 1998-2008
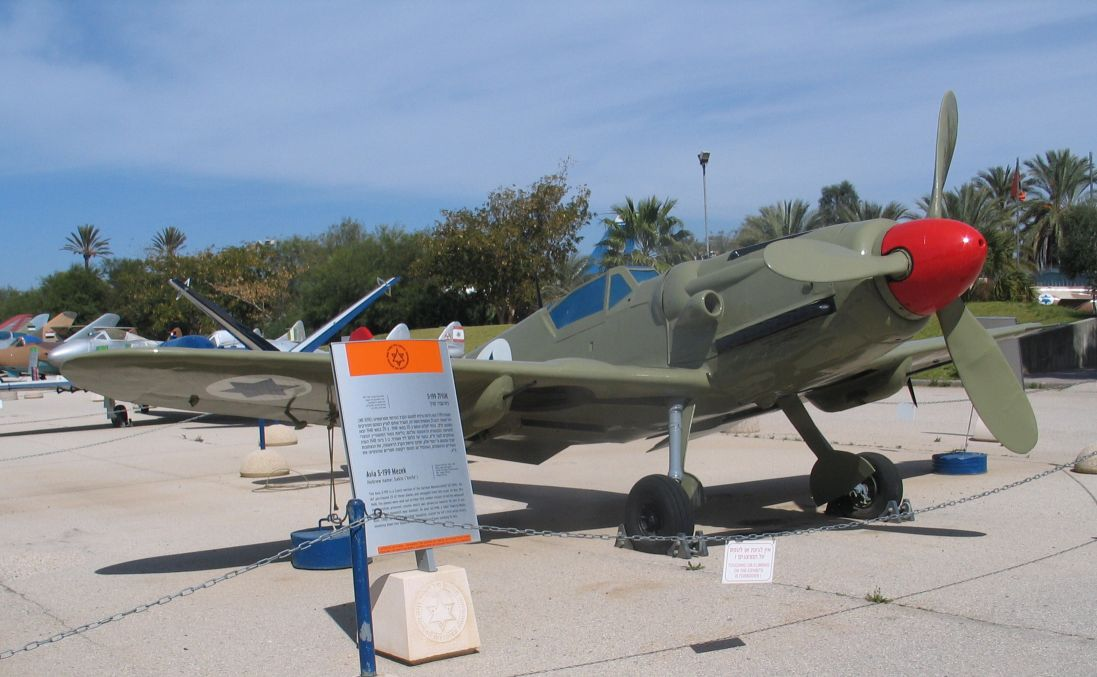
Het Israëlisch Luchtmachtmuseum, ten westen van de stad